# Johan Salan
Johan Salan, född 27 november 1670, död 11 april 1739, var en svensk borgmästare, riksdagsledamot och politiker.

## Biografi
Johan Salan föddes 1670 och var son till kyrkoherden Nicolaus Jonæ Salanus (1618–1671) och Katarina Simonius (död 1732) i Köping. Han studerade vid Uppsala universitet under 11 år och blev 1693 auskultant vid Svea hovrätt. Salan blev 1705 rådman i Stockholm och 1726 stadssekreterare i staden. År 1729 blev han politieborgmästare i Stockholm. Han var 1716–1727 och 1731–1735 ledamot i bankofullmäktige. Salan avled 1739.
Salan var riksdagsledamot för borgarståndet i Stockholm vid riksdagen 1723 och riksdagen 1726–1727.
Salan gifte sig 1699 med Anna Kristina Mylonia (1673–1751). Hon var dotter till borgmästaren Peter Mylonius och Kristina Törne i Halmstad. De fick tillsammans barnen Kristina Salan (1700–1727) som var gift med hovsekreteraren Anton Trotzig och Peter Salan.